# Oscar Nielsen
Oscar Peter Nielsen (21. august 1858 i København – 7. februar 1926) var en dansk skuespiller.
Oscar Nielsen var søn af skibsmaskinist Jens Nielsen og hustru Kirstine Clausen. Oscar kom som ung i lære som smed. Allerede som syvårig havde han optrådt som balletdanser på Alhambra, og han forfulgte drømmen om en teaterkarriere ved at læse privat hos skuespilleren Lauritz Stigaard. I 1880'erne optrådte han i Norge. Hjemme i København var han leder af teatret i Korups Have og af Concert du Boulevard.
Oscar Nielsen var komiker og optrådte med vitser, viser og som bugtaler. Han var selv en flittig forfatter af monologer og små revyer, der blev opført i diverse foreninger, herunder ofte de socialdemokratiske, da Oscar Nielsen selv var erklæret socialdemokrat.
I perioden 1914-18 medvirkede han i mere end 40 stumfilm i biroller og som statist. Da han indstillede skuespillerkarrieren, blev han ansat som portner og dørmand på Det kongelige Teater, hvor han var fra 1920 og til sin død.
Oscar Nielsen var far til Leonard, Oskar, Hugo og Sven Gyldmark.

## Filmografi
- Fyrtaarnets Hemmelighed (1914)
- Kvinden, han mødte (1914)
- Bankhvælvingens Hemmelighed (1914)
- Skyldig - ikke skyldig (1915)
- Hjertet, der brast (1915)
- Værelse Nr. 17 (1916)
- Strandvaskeren (1916)
- Karfunkeldronningen (1916)
- Den farlige Leg (1917)
- Mysteriet Blackville (1917)
- Taksameterkuskens Døtre (1917)
- Præsten fra Havet (1918)
- Du skal ære - (1918)